# Japansko svetište
Japansko svetište, šintoistički hram vrste ho an den u Koloniji, glavnom gradu savezne države Pohnpeija u Saveznim Državama Mikronezije. Službeno ime u doba japanske vlasti bilo je Nan'yōske vlade Ponape Kokumin gakkō Nacionalna škola hō-an-den (jap., kanji 南洋庁ポナペ国民学校奉安殿 ).
To je betonska građevina tlocrta 2,4 x 1,2 m i 3 - 3,7 metara visine, površine 0,040 ha. Nalazi se na izdignutoj platformi do koje se dolazi malim betonskim stubama. Krov je strm. Građena je od 1921. kad je Pohnpei bio dio Južnotihooceanskog mandata kojim je upravljao Japan. Nalazi se na nekadašnim temeljima škole koju su podigli Japanci za obrazovanje japanskih podanika koji su živjeli na otoku. (Nacionalna škola Nan'yōske vlade u Ponapeu, podignuta 1926.). Jedan je od preživjelih podsjetnika japanske uprave u Pohnpeiju i njenoj segregacionističkoj praksi.
Svetište se nalazi na popisu SAD-ovih Nacionalnom registru povijesnih mjesta od 30. rujna 1976, kad je ova reija bila dio Starateljskog 
područja Pacifičkih Otoka pod upravom SAD.

## See also
- Nacionalni registar povijesnih mjesta u Saveznim Državama Mikronezije